# Dzięcioł wspaniały
Dzięcioł wspaniały (Campephilus haematogaster) – gatunek średniej wielkości ptaka z rodziny dzięciołowatych (Picidae), występujący w Ameryce Centralnej oraz północno-zachodniej części Ameryki Południowej. Stosunkowo rzadki przedstawiciel rodzaju Campephilus. Podgatunek nominatywny występuje w wąskim pasie na wschodnich zboczach Andów od północnej Kolumbii do południowego Peru. Podgatunek C. h. splendens (dzięcioł czerwony), czasami uznawany za osobny gatunek, występuje od Panamy przez niższe, zachodnie partie Andów do zachodniego Ekwadoru. Jest podobny do dzięcioła czerwonoszyjego. W Czerwonej księdze gatunków zagrożonych IUCN dzięcioł wspaniały klasyfikowany jest jako gatunek najmniejszej troski (LC, Least Concern), a dzięcioł czerwony jako gatunek bliski zagrożenia (NT, Near Threatened).

## Systematyka
Pierwszego naukowego opisu gatunku – na podstawie holotypu pochodzącego z Peru – dokonał szwajcarski przyrodnik Johann Jakob von Tschudi w 1844 roku, nadając mu nazwę Picus haematogaster. Zwykle wyróżnia się dwa podgatunki.
- C. h. splendens – dzięcioł czerwony Hargitt, 1889
- C. h. haematogaster – dzięcioł wspaniały (Tschudi, 1844).

Na liście ptaków świata opracowywanej we współpracy BirdLife International z autorami Handbook of the Birds of the World taksony te traktowane są jako odrębne gatunki; lista ta wykorzystywana jest przez IUCN.

## Morfologia

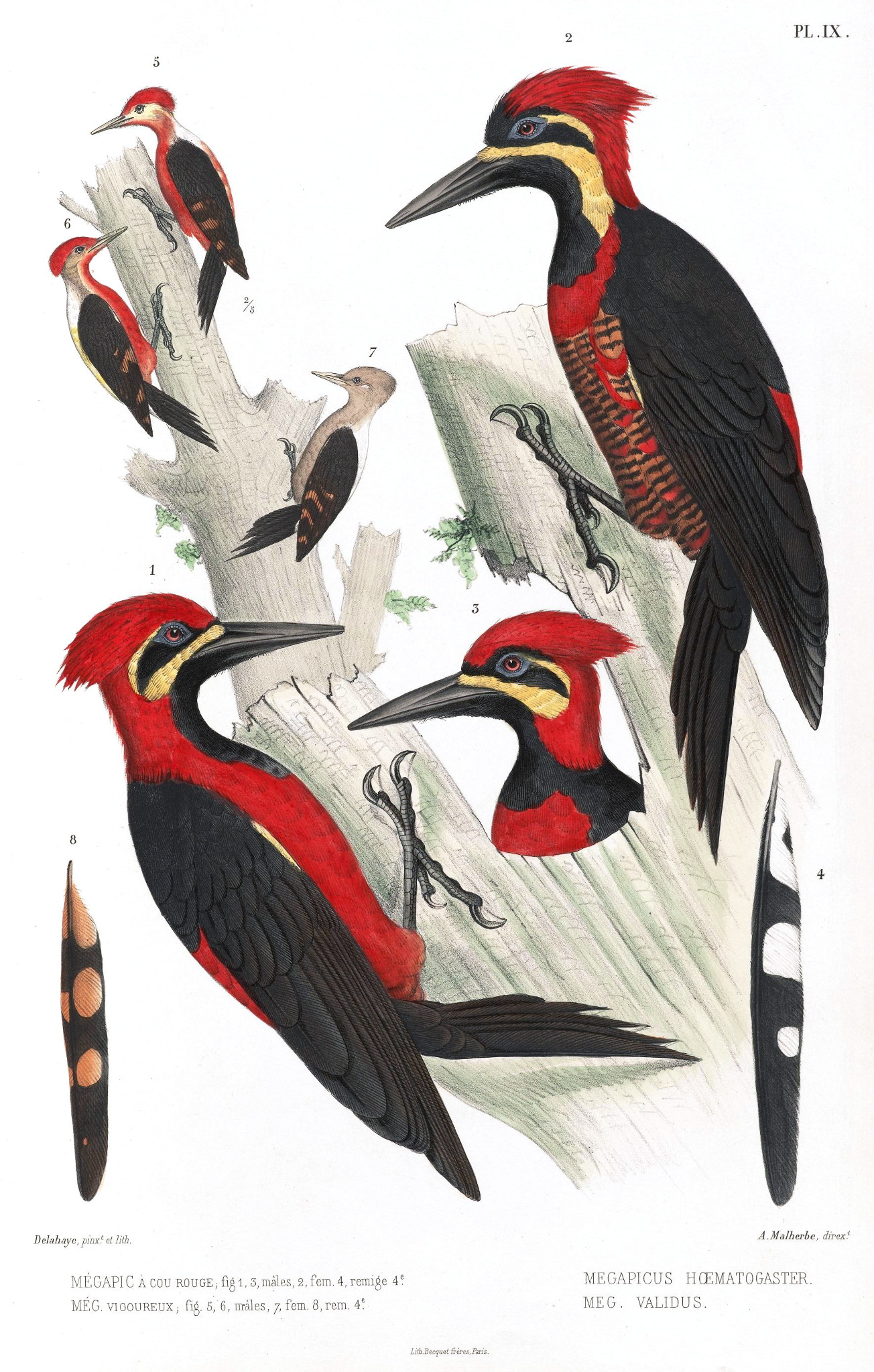
Ilustracja z książki Monographie des picidees (Alfred Malherbe, 1861; rysownik M. Delahaye) przedstawiająca dzięcioła wspaniałego (rysunki 1–4) i czubodrwala

Dosyć dużej wielkości dzięcioł o długim, silnym, prostym i od szaroczarnego do czarnego dziobie. Tęczówki czerwonobrązowe, wokół oka naga czarna skóra. Czoło, szczyt głowy i potylica jasnoczerwone. Pióra głowy tworzą czub. Pasek policzkowy szeroki, płowożółty, przedłużony do dolnej bocznej części szyi, u samców zanikający, u samic wyraźniej schodzący do górnej części piersi. Pasek oczny dosyć szeroki, czarny. Ponad nim płowa brew. Gardło i broda czarne. Pierś, brzuch i boki czerwone z drobnymi czarnymi prążkami. Górna część grzbietu czarna, przechodząca ku dolnej części poprzez jasne odcienie brązu do ciemnoczerwonej. Ogon i większość skrzydeł czarne. Nogi silne z długimi szponami, brązowoczarne. Osobniki młodociane są bardziej matowe, czarne upierzenie u dorosłych osobników jest u nich w odcieniu brązowym, dolne części mniej czerwone. Podgatunek C. h. splendens różni się od nominatywnego przede wszystkim innymi kształtami wzorów na głowie i szyi. Ma bardziej jednolite zabarwienie brzucha i piersi oraz jednolitą czerwoną dolną część grzbietu. Wymiary obu podgatunków są takie same. Długość ciała 33–34 cm, masa ciała 225–250 g.

## Zasięg występowania
Dzięcioł wspaniały występuje od terenów nizinnych do 2200–2300 m n.p.m. Jest gatunkiem osiadłym.
Poszczególne podgatunki występują:
- C. h. splendens – od nizin po tereny górskie z górnymi granicami 1600 m n.p.m. w Panamie, 1100 m n.p.m. w Kolumbii i około 800 m n.p.m. w zachodnim Ekwadorze.
- C. h. haematogaster – wschodnie zbocza Andów od Kolumbii przez Ekwador do południowego Peru; w Ekwadorze na wysokościach 1000–1700 m n.p.m., w Peru 900–2200 m n.p.m.[10][12].

## Ekologia
Jego głównym habitatem są lasy deszczowe, wilgotne lasy górskie, ich obrzeża. Żeruje przeważnie na pniach dużych drzew, zazwyczaj nisko nad ziemią, natomiast w bardziej otwartych siedliskach nieco wyżej. Żywi się głównie chrząszczami (zarówno dorosłymi, jak i larwami) oraz innymi owadami. Żeruje samotnie lub w parach.

### Rozmnażanie
Informacje na temat rozmnażania dzięcioła wspaniałego są bardzo skąpe. Okres lęgowy w Panamie to marzec–maj, a w Kolumbii i Ekwadorze wrzesień–kwiecień.

## Status i ochrona
W Czerwonej księdze gatunków zagrożonych IUCN dzięcioł wspaniały i dzięcioł czerwony od 2014 roku klasyfikowane są jako odrębne gatunki:
- dzięcioł wspaniały – gatunek najmniejszej troski (LC, Least Concern). Liczebność populacji nie została oszacowana, gatunek ten opisywany jest jako rzadki, w Kolumbii lokalnie dość liczny[3][15]. Zasięg jego występowania według szacunków organizacji BirdLife International obejmuje około 1,42 mln km². Trend populacji uznawany jest za umiarkowanie spadkowy[14].
- dzięcioł czerwony – gatunek najmniejszej troski (LC, Least Concern). Liczebność populacji nie została oszacowana, w Panamie opisywany jako rzadki. Zasięg jego występowania według szacunków organizacji BirdLife International obejmuje około 621 tys. km². Trend liczebności populacji uznawany jest za umiarkowanie spadkowy[7].